# Голицын, Николай Борисович
Князь Николай Борисович Голицын (1794—1866) — офицер, писатель, переводчик, музыкант (виолончелист), музыкальный критик и меценат. Его имя носят голицынские квартеты Бетховена. Автор мемуаров о военных походах 1812—1814 годов.

## Молодость. Наполеоновские войны
Из четвёртой ветви княжеского рода Голицыных, правнук генерал-фельдмаршала М. М. Голицына. Младший сын генерал-лейтенанта князя Бориса Андреевича Голицына (1766—1822) и княжны Анны Александровны Багратион-Грузинской, в первом браке де-Лицыной (1763—1842), — внучки картлийского царя Бакара III и правнучки А. Д. Меншикова. Сестра Татьяна Потёмкина — благотворительница, известная поддержкой православных храмов.
В 1804—1806 годах жил в Вене, где начал заниматься музыкой. В детстве лично познакомился с Й. Гайдном. Окончил Пажеский корпус в 1810 году. Участник (вместе с отцом и двумя братьями) Отечественной войны 1812 года и заграничных походов 1813—1814 годов, принимал участие в пятидесяти сражениях. С начала войны был определён ординарцем к князю П. И. Багратиону, дальнему родственнику его матери и другу его отца. После окончания Бородинского сражения сопровождал раненого полководца до Москвы, откуда Багратион отправился в имение родителей Н. Б. — Симы Владимирской губернии, где и скончался. По данной ему власти Багратион произвёл князя Голицына в офицеры. В дальнейшем Голицын служил адъютантом нескольких военачальников, был офицером Киевского драгунского полка под командованием Г. А. Эмануэля, Н. Б. написал о нём книгу «Жизнеописание генерала от кавалерии Эмануэля».
За участие в боях по взятию Парижа награждён золотой шпагой с надписью «За храбрость», которая хранится в Эрмитаже. В чине капитана был переведён в лейб-гвардии Павловский полк, на короткое время вышел в отставку в 1821 году, через полтора года возвратился на службу. В чине подполковника, состоящего по армии, в 1826 году был прикомандирован к Отдельному кавказскому корпусу, где состоял при главнокомандующем, сначала при генерале А. П. Ермолове, а после его отставки — при И. Ф. Паскевиче. В 1832 году окончательно вышел в отставку с военной службы.

## Музыкальная деятельность

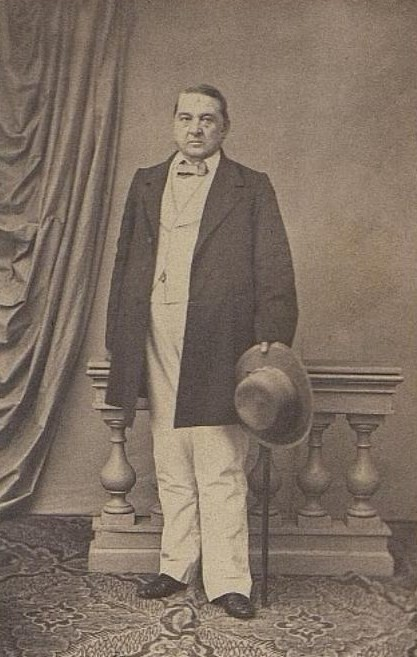
Князь Н. Б. Голицын

Как музыкант Голицын стал одним из основателей русской школы виолончелистов (играл соло и в ансамблях). Активный участник Петербургского филармонического общества и Общества любителей музыки. Дал более четырёхсот благотворительных концертов. Переписывался с Бетховеном пять последних лет жизни композитора (1822—1827), пропагандировал его творчество в России. Бетховен посвятил Голицыну три струнных квартета — Es-dur, op. 127, A-moll, op. 132 и B-dur, op. 130/133 (т. н. «голицынские квартеты») и увертюру «Освящение дома», ор. 124. По инициативе Голицына в России (раньше, чем в Австрии) впервые прозвучала «Торжественная месса» Бетховена. Голицын был также лично знаком с Шопеном и Огинским. Выступал также как композитор: написал переложение хорового сочинения Д. С. Бортянского на виолончельный квартет, фантазии и вариации на темы опер Винченцо Беллини, фантазию на русские темы, исполненную в 1844 году «в пользу бедных» (не сохранилась). Деятельность Голицына высоко ценили М. И. Глинка и А. С. Даргомыжский.

## Переводчик
Голицын был одним из первых переводчиков стихотворений Пушкина на французский язык и присылал свои переводы автору, с которым был знаком, возможно, ещё с конца 1810-х годов. За два месяца до гибели на дуэли (ноябрь 1836 года) поэт писал Голицыну в крымское имение его сестры Т. Б. Потёмкиной «Артек» (подлинник письма по-французски):

Тысячу раз благодарю вас, милый князь, за ваш несравненный перевод моего стихотворения, направленного против недругов нашей страны. Я видел уже три перевода, из которых один сделан высокопоставленным лицом из числа моих друзей, но ни один не сто́ит вашего. Отчего вы не перевели этой пьесы в своё время,— я бы послал её во Францию, чтобы щелкнуть по носу всех крикунов из Палаты депутатов.
Как я завидую вашему прекрасному крымскому климату: письмо ваше разбудило во мне множество воспоминаний всякого рода. Там колыбель моего «Онегина», и вы, конечно, узнали некоторых лиц.
Вы обещаете перевод в стихах моего «Бахчисарайского фонтана». Уверен, что он вам удастся, как всё, что выходит из-под вашего пера, хотя тот род литературы, которому вы предаетесь, самый трудный и неблагодарный из всех, какие я знаю. По-моему, нет ничего труднее, как переводить русские стихи французскими, ибо, при сжатости нашего языка, никогда нельзя быть столь же кратким. Итак, честь и слава тому, кто справляется с этим так удачно, как вы.
Прощайте, я ещё не отчаялся скоро увидеть вас в нашей столице, ибо знаю, как вы легки на подъём.

Переводил на французский язык также стихи И. И. Козлова и Н. М. Языкова

## Последние годы

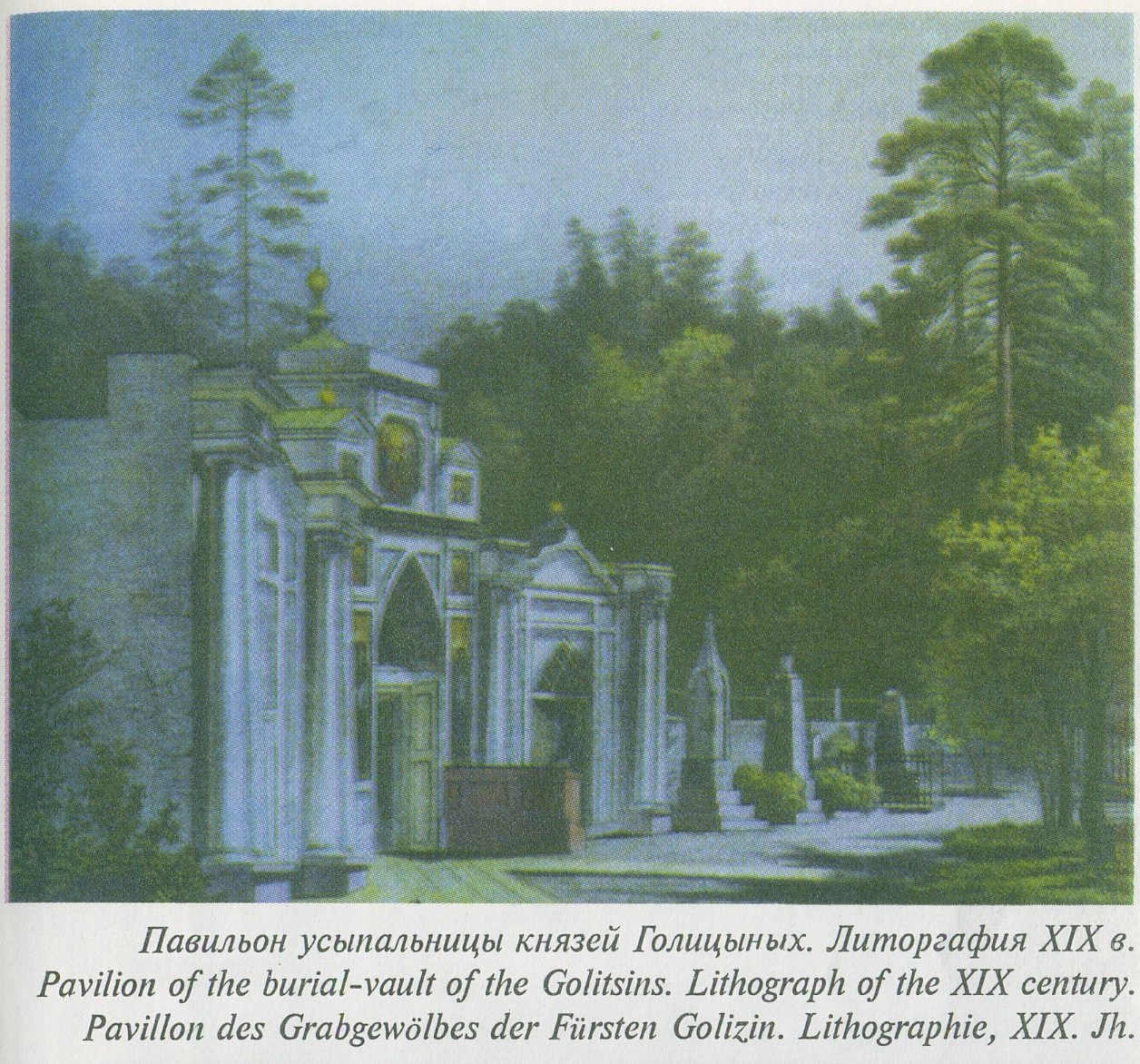
Павильон усыпальницы князей Голицыных. Литография XIX в.

В 1855 году во время Крымской войны Голицын собрал из крестьян села Богородское отряд добровольцев под названием Новооскольской 45-й дружины, возглавил её и участвовал в обороне Севастополя (с ним воевали также сын и внук).
В 1858 году в Берлине, Париже и Лондоне опубликовал работу «О возможном соединении Российской церкви с Западною без изменения обрядов православного богослужения», сочетающую идеи филокатолицизма и раннего экуменизма, за что на некоторое время попал под домашний арест. Н. Б. Голицын считал восточную (греческую) церковь расколом, но русское православие, с его точки зрения, никогда формально не отделялось от Рима и сохранило чистоту веры. Похоронен в Святогорской усыпальнице при церкви преподобных Антония и Феодосия Святогорского Святоуспенского монастыря. Ныне — Свято-Успенская Святогорская лавра.

## Потомство
Был дважды женат:
Первая жена (с 23 мая 1821 года) — княжна Елена Александровна Салтыкова (28.01.1802—25.05.1828), дочь князя Александра Николаевича Салтыкова и графини Натальи Юрьевны Головкиной (1787—1860). Венчались в Петербурге в Казанском соборе. По воспоминаниям внучки, княгиня Голицына «была высокая, красивая брюнетка», скончалась от горловой чахотки.
- Александр Николаевич (22.04.1822—18.05.1823), родился в Париже, надгробную надпись ему сочинил А. С. Пушкин.
- Юрий Николаевич (1823—1872), дирижёр и композитор.
- Анна Николаевна (31.08.1825—1826), крестница своей бабушки Н. Ю. Салтыковой и князя Д. Н. Салтыкова.[8]

Вторая жена (с 16 августа 1829 года) — Вера Фёдоровна фон Пешман (12.08.1809—18.02.1872), до принятия православия в 1828 году Вильгильмина Фридриховна Пешман. Была воспитанницей княгини А. А. Голицыной, матери будущего мужа. Их брак состоялся против воли княгини и всей голицынской родни.
- Анна Николаевна (1830—1832)
- Александр Николаевич (1831—1834)
- Борис Николаевич (1833—1888), полковник, с 1858 года женат на графине Марии (Марфе) Григорьевне Кушелевой (1841—1880), приёмной дочери графа Г. Г. Кушелева; с 1870 года в разводе. Их сын князь Борис Голицын (1862—1916), известный специалист по сейсмологии.
- Николай Николаевич (1836—1893), историк и библиограф.

## В художественной литературе
Ю. М. Нагибин в повести о сыне Голицына «Князь Юрка Голицын» так охарактеризовал Николая Борисовича: «…Он прожил как-то сбоку от своего времени, не решившись всерьёз вмешаться в его коловращение. Во всём он останавливался на пороге: в музыке, поэзии, идейной борьбе».

## Сочинения
- Офицерские записки, или Воспоминания о походах 1812, 1813 и 1814 годов / [Соч.] Кн. Н. Б. Голицына, Москва: тип. Августа Семена, при Мед.-хирургич. акад., 1838.
- Перенесение тела князя Багратиона на Бородинское поле. — Москва: В типографии Августа Семена при Императорской медико-хирургической академии, 1839. — 12 с.
- Жизнеописание генерала от кавалерии Г. А. Емануеля, сочинённое князем Н. Б. Голицыным. — СПб.: В типографии Н. Греча, 1851. — 220 с.